# كأس ملك إسبانيا 1963–64
كأس ملك إسبانيا 1963–64 (بالإسبانية: Copa del Generalísimo de fútbol 1963-64)‏ هو الموسم 60 من كأس ملك إسبانيا. أشرف على تنظيمه الاتحاد الملكي الإسباني لكرة القدم، وكان عدد الأندية المشاركة فيه 48، وفاز فيه ريال سرقسطة.